# Здравковићи
Здравковићи воде порекло од кнеза Милије Здравковић, члана Правитељствујушчег совјета за Ћупријску нахију и његовог сина војводе Ресавске кнежине Ћупријске нахије (од 1809) Милосава Здравковића, који је био ожењен кћерком војводе Ресавске кнежине Ћупријске нахије (до 1809) Стевана Синђелића.

## Порекло
Преци Здравковића су из села Кнез Села, североисточно од Ниша.

### Кнез Милија Здравковић
Кнез Милија Здравковић, члана Правитељствујушчег совјета за Ћупријску нахију родом из Ломнице, Ресавске кнежине Ћупријске нахије. Предао се турским властима 1813, али је ипак убијен 1814. у Београду.
Кнез Милија Здравковић имао је два сина Милосава и Добросава.
Милосав Здравковић био је војвода ресавски, а Добросав Здравковић, био је касније окружни начелник.

### Војвода Милосав Здравковић Ресавац
Војвода Ресавске кнежине Ћупријске нахије (од 1809) Милосав Здравковић, син кнеза Милије Здравковића, био је ожењен кћерком војводе Ресавске кнежине Ћупријске нахије (до 1809) Стевана Синђелића. Војвода Милосав Здравковић наследио је војводу Стевана Синђелића који је погинуо у бици на Чегру, на месту војводе Ресавске кнежине Ћупријске нахије.
Војвода Милосав Здравковић два пута се женио. Из првог брака са кћерком војводе Стевана Синђелића имао је сина Јована. Из другог брака са Станијом имао је Јосу, Милеву и Стану.

#### Јован М. Здравковић Ресавац
Јован Здравковић, син војводе Милосва Здравковића и унук кнеза Милије и војводе Стевана Синђелића имао је три кћерке Јулијану, Катарину и Цану. Јована Здравковића Ресавца звали су бег-Јован Ресавац.
Јулијана Здравковић. Има потомства.

#### Куртовићи
Катарина Здравковић била је удата за Павла Куртовића. Има потомства. Један њен син био је Милосав Куртовић (1856-1913).

#### Протићи
Цанка Здравковић била је удата за Милосава Р. Протића, кнежевског посланика у Петрограду, судију Касационог суда. Имали су кћерку Вуку удату за инж Нецу Манојловића и другу кћерку удату за Милана Кр. Ђорђевића, министра иностраних послова, правде. Имали су синове Александра Кр. Ђорђевића, коњичког мајора Косту М. Кр. Ђорђевића и Милана М. Кр. Ђорђевића.

##### Кр. Ђорђевићи
Александар Кр. Ђорђевић био ожењен Драгом Лешјанин.
Коњички мајор Коста М. Кр. Ђорђевића (1882-1914)) је на челу свог ескадрона у Балканским ратовима ушао у низ градова у Македонији, стигао до Солуна у који је ушао заједно са грчком војском. Потом се придружио српској војски поново у бици за Битољ. Погинуо код Слатине 22.новембра 1914.

#### Јоса Здравковић
Војвода Милосав Здравковић је у другом браку са Станијом имао сина Јосу и кћерке Милеву и Стану.
Јоса Здравковић бавио се приватним пословима. Био је ожењен.

#### Ресавци
Милева Здравковић била је удата за Стојана Н. Ресавца, трговца.

#### Николајевићи
Стана је била удата за Атанасија Јелића Николајевића, чиновника.